# Michael Schäffer (Curler)
Michael Schäffer (* 28. April 1968 in Neunburg vorm Wald) ist ein deutscher Curler. 
Sein internationales Debüt hatte Schäffer 1988 Jahr bei den Olympischen Winterspielen in Calgary, er blieb aber ohne Medaille. 1992 gewann er bei der EM in Perth mit der Goldmedaille sein erstes Edelmetall. 
Schäffer spielte als Second der deutschen Mannschaft bei den XVIII. Olympischen Winterspielen in Nagano im Curling. Die Mannschaft um Skip Andreas Kapp belegte den achten Platz.
Zusammen mit seinem Skip Andreas Kapp und der deutschen Curling-Mannschaft wurde er mit dem silbernen Lorbeerblatt ausgezeichnet.

## Erfolge
- Europameister 1992, 1997
- Deutscher Meister 1990, 1994, 1995, 1997
- 2. Platz Weltmeisterschaft 1997
- 3. Platz Weltmeisterschaft 1994, 1995